# Tuzly Lagunerne
Tuzly Lagunerne (ukrainsk: Тузловські лимани, rumænsk: Limanele Tuzlei) er en gruppe af marine laguner (limaner) i det sydlige Bessarabien (Budjak) i Ukraine. Lagunerne er en del af Tuzly Lagunerne Nationalpark, der blev oprettet den 1. januar 2010. Det blev i 1995 udpeget som vådområde under Ramsarkonventionen. Navnet på lagunerne stammer fra det tyrkiske Tuzlu, hvilket betyder salt.
Gruppen omfatter tre hovedlaguner: Shahany, Alibey og Burnas, og også mindre laguner: Solone Ozero, Khadzhyder, Karachaus, Budury, Kurudiol, Martaza, Mahala, Malyi Sasyk og Dzhantshey.
Det samlede areal af lagunerne er 206 km2 og de har en dybde på 1,6–2,5 m, i gennemsnit 1,0–1,3 m. Lagunerne er adskilt fra Sortehavet af en 29 km lang sandbanke, som er 60-400 m bred og 1-3 m høj.